# Élections sénatoriales de 2017 dans le Loiret
Les élections sénatoriales de 2017 dans le Loiret sont des élections se déroulant, sous la Cinquième République, dans le cadre des élections sénatoriales françaises de 2017, dans le département du Loiret, le dimanche 24 septembre 2017.
Elles ont pour but d'élire les sénateurs représentant le département au Sénat pour un mandat de six années.

## Contexte départemental
Lors des élections sénatoriales de 2011 dans le Loiret, trois sénateurs ont été élus : un PS, Jean-Pierre Sueur, et deux UMP, Jean-Noël Cardoux et Éric Doligé.
Depuis, tous les effectifs du collège électoral des grands électeurs ont été renouvelés, avec les élections législatives françaises de 2017, les élections régionales françaises de 2015, les élections départementales françaises de 2015 et les élections municipales françaises de 2014.

## Sénateurs sortants
| Sénateur | Sénateur          | Parti | Fonctions lors de l'élection en 2011           |
| -------- | ----------------- | ----- | ---------------------------------------------- |
|          | Jean-Pierre Sueur | PS    | Sénateur sortant                               |
|          | Jean-Noël Cardoux | LR    | Conseiller général                             |
|          | Éric Doligé       | LR    | Sénateur sortant, président du conseil général |

## Présentation des listes et des candidats
Les nouveaux représentants sont élus pour une législature de 6 ans au suffrage universel indirect par les 1 550 grands électeurs du département. Dans le Loiret, les sénateurs sont élus au scrutin proportionnel plurinominal. Leur nombre reste inchangé, trois sénateurs sont à élire et cinq candidats doivent être présentés sur la liste pour qu'elle soit validée. Chaque liste de candidats est obligatoirement paritaire et alterne entre les hommes et les femmes. Plusieurs listes seront déposées dans le département. Elles sont présentées ici dans l'ordre de leur dépôt à la préfecture et comportent l'intitulé figurant aux dossiers de candidature.
Les listes présentées ne sont pas les listes officielles et sont susceptibles d'être modifiées jusqu'au dépôt définitif et officiel des listes.

### Les Républicains
| N° | Candidats | Candidats           | Parti | Principales fonctions       |
| -- | --------- | ------------------- | ----- | --------------------------- |
| 01 |           | Jean-Noël Cardoux   | LR    | Sénateur sortant            |
| 02 |           | Muriel Sauvegrain   | LR    | Adjointe au maire d'Orléans |
| 03 |           | Jean-Claude Bouvard | DVD   | Maire de Guigneville        |
| 04 |           | Bernadette Absolu   | DVD   | Maire de Vimory             |
| 05 |           | Éric Doligé         | LR    | Sénateur sortant            |

### Divers
| N° | Candidats | Candidats              | Parti | Principales fonctions |
| -- | --------- | ---------------------- | ----- | --------------------- |
| 01 |           | Philippe Le Dem        | DIV   |                       |
| 02 |           | Isabelle Roquet-Ghalli | DIV   |                       |
| 03 |           | Alphonse Proffit       | DIV   |                       |
| 04 |           | Corinne Lefevre        | DIV   |                       |
| 05 |           | David Bessé            | DIV   |                       |

### Divers droite
| N° | Candidats | Candidats           | Parti | Principales fonctions                                             |
| -- | --------- | ------------------- | ----- | ----------------------------------------------------------------- |
| 01 |           | Hugues Saury        | LR    | Président du conseil départemental, conseiller municipal d'Olivet |
| 02 |           | Monique Bévière     | LR    | Adjointe au maire de Pithiviers                                   |
| 03 |           | Jean-Jacques Mallet | DVD   | Maire de Bellegarde                                               |
| 04 |           | Michèle Joseph      | DVD   | Maire de Dammarie-en-Puisaye                                      |
| 05 |           | Alain Touchard      | DVD   | Conseiller départemental, maire d'Ormes                           |

### Parti socialiste
| N° | Candidats | Candidats         | Parti | Principales fonctions                                                       |
| -- | --------- | ----------------- | ----- | --------------------------------------------------------------------------- |
| 01 |           | Jean-Pierre Sueur | PS    | Sénateur sortant                                                            |
| 02 |           | Anne Leclerc      | PS    | Vice-présidente du conseil régional, adjointe au maire d'Ouzouer-sur-Trézée |
| 03 |           | Denis Thion       | DVG   | Maire de Courcelles-le-Roi                                                  |
| 04 |           | Anne Besnier      | PS    | Vice-présidente du conseil régional                                         |
| 05 |           | Bernard Delaveau  | PS    | Maire de Paucourt                                                           |

### La République en marche
| N° | Candidats | Candidats         | Parti | Principales fonctions              |
| -- | --------- | ----------------- | ----- | ---------------------------------- |
| 01 |           | Aline Meriau      | LREM  |                                    |
| 02 |           | Éric Delfieu      | LREM  |                                    |
| 03 |           | Béatrice Odunlami | LREM  | Adjointe au maire d'Orléans        |
| 04 |           | Éric Golhen       | LREM  | Conseiller municipal de Villorceau |
| 05 |           | Nathalie Lucas    | LREM  | Maire de Thorailles                |

### Front national
| N° | Candidats | Candidats           | Parti | Principales fonctions |
| -- | --------- | ------------------- | ----- | --------------------- |
| 01 |           | Charles de Gevigney | FN    | Conseiller régional   |
| 02 |           | Jeanne Beaulier     | FN    |                       |
| 03 |           | Philippe Lecoq      | FN    |                       |
| 04 |           | Nadine Boisgerault  | FN    |                       |
| 05 |           | Ludovic Marchetti   | FN    |                       |

### Divers droite
| N° | Candidats | Candidats            | Parti | Principales fonctions                   |
| -- | --------- | -------------------- | ----- | --------------------------------------- |
| 01 |           | Benoît Lonceint      | DVD   |                                         |
| 02 |           | Fabienne Leproux     | DVD   | Adjointe au maire de Fleury-les-Aubrais |
| 03 |           | Alain Aché           | DVD   | Conseiller municipal de Cerdon          |
| 04 |           | Élise-Laure Verrière | DVD   | Conseillère municipale de Jargeau       |
| 05 |           | Denis Joannes        | DVD   |                                         |

### Parti communiste français
| N° | Candidats | Candidats        | Parti | Principales fonctions                         |
| -- | --------- | ---------------- | ----- | --------------------------------------------- |
| 01 |           | Dominique Tripet | PCF   | Conseillère municipale d'Orléans              |
| 02 |           | Franck Demaumont | PCF   | Maire de Châlette-sur-Loing                   |
| 03 |           | Maryvonne Hautin | PCF   | Maire de Saran                                |
| 04 |           | Daniel Thouvenin | PCF   | Maire de Villorceau                           |
| 05 |           | Véronique Daudin | PCF   | Adjointe au maire de La Chapelle-Saint-Mesmin |

## Résultats
| Tête de liste                                                                     | Tête de liste            | Liste                     | Voix  | %     | Élus |
| --------------------------------------------------------------------------------- | ------------------------ | ------------------------- | ----- | ----- | ---- |
|                                                                                   | Jean-Pierre Sueur        | Parti socialiste          | 561   | 34,52 | 1    |
| Pour le Loiret et ses communes : dynamisme et solidarité avec Jean-Pierre Sueur   |                          |                           | 561   | 34,52 | 1    |
|                                                                                   | Hugues Saury             | Divers droite (LR)        | 409   | 25,17 | 1    |
| À vos côtés !                                                                     |                          |                           | 409   | 25,17 | 1    |
|                                                                                   | Jean-Noël Cardoux        | Les Républicains          | 354   | 21,78 | 1    |
| Dynamisme des territoires et ruralité                                             |                          |                           | 354   | 21,78 | 1    |
|                                                                                   | Dominique Tripet         | Parti communiste français | 97    | 5,97  | 0    |
| Des moyens pour nos communes et nos services publics locaux avec Dominique Tripet |                          |                           | 97    | 5,97  | 0    |
|                                                                                   | Aline Mériau             | La République en marche   | 94    | 5,78  | 0    |
| Loiret, territoire d'avenir                                                       |                          |                           | 94    | 5,78  | 0    |
|                                                                                   | Benoît Lonceint          | Divers droite             | 60    | 3,69  | 0    |
| Majorité présidentielle avec E. Macron                                            |                          |                           | 60    | 3,69  | 0    |
|                                                                                   | Charles de Chevigney     | Front national            | 37    | 2,28  | 0    |
| Liste bleu marine pour la défense de nos communes et de nos départements          |                          |                           | 37    | 2,28  | 0    |
|                                                                                   | Philippe le Dem          | Divers                    | 13    | 0,80  | 0    |
| Reconnaissance des élus locaux                                                    |                          |                           | 13    | 0,80  | 0    |
|                                                                                   |                          |                           |       |       |      |
| Suffrages exprimés                                                                | Suffrages exprimés       | Suffrages exprimés        | 1 625 | 98,84 |      |
| Votes blancs                                                                      | Votes blancs             | Votes blancs              | 12    | 0,73  |      |
| Votes nuls                                                                        | Votes nuls               | Votes nuls                | 7     | 0,43  |      |
| Total                                                                             | Total                    | Total                     | 1 644 | 100   | 3    |
| Abstention                                                                        | Abstention               | Abstention                | 23    | 1,38  |      |
| Inscrits / participation                                                          | Inscrits / participation | Inscrits / participation  | 1 667 | 98,62 |      |